# 尼亞溫科查湖 (阿科班比亞區)
12°41′57″S 75°32′55″W / 12.69917°S 75.54861°W
尼亞溫科查湖（Ñawinqucha），是秘魯的湖泊，位於該國中南部萬卡韋利卡大區，由萬卡韋利卡省的阿科班比亞區負責管轄，處於瓦爾米科查湖以西和米略科查湖以南，面積1.4平方公里。